# Emblyna jonesae
Emblyna jonesae là một loài nhện trong họ Dictynidae.
Loài này thuộc chi Emblyna. Emblyna jonesae được Carl Friedrich Roewer miêu tả năm 1955.